# Lionel Barrymore
Pour l’article homonyme, voir Barrymore.
Lionel Herbert Blyth, connu sous le nom de scène Lionel Barrymore est un acteur, réalisateur, scénariste américain né le 28 avril 1878 à Philadelphie, Pennsylvanie (États-Unis), mort le 15 novembre 1954 à Van Nuys (Californie).

## Biographie
Né dans une célèbre famille d'acteurs de théâtre, il est le premier grand acteur de la dynastie à faire aussi carrière dans le cinéma. Fils de Maurice Barrymore et de Georgiana Drew, il est le frère d'Ethel Barrymore et de John Barrymore. Songeant d'abord à se destiner à la peinture, il part à Paris où il étudie l'art. De retour aux États-Unis en 1908, il débute au cinéma en même temps que D. W. Griffith qui l'a engagé dès 1909 dans sa American Mutoscope and Biograph Company. Il est à l'affiche entre autres films de Cœur d'apache (1912) et Judith of Bethulia (1914) . À cette époque, il a déjà réalisé plusieurs films (His Secret, Where is the Baby ?, No place for Father).
À partir de 1926, il signe un contrat avec la Metro-Goldwyn-Mayer avec laquelle il travaille jusqu'à la fin de sa carrière. On le voit régulièrement jouer aux côtés de Pearl White et de Greta Garbo. Il tourne notamment dans Faiblesse humaine de Raoul Walsh (1928). Avec l'avènement du cinéma parlant, Barrymore revient à la mise en scène avec Madame X (1929) et His Glorious Night (1929) pour lequel il compose la musique. La même année, il réalise encore The Unholy Night, puis Le Chant du bandit (The Rogue Song) en 1930. En tant qu'acteur, la transition du muet au parlant s'opère très naturellement pour lui grâce à une diction remarquable qu'il a acquise sur les planches. Il obtient l'Oscar du meilleur acteur en 1931 pour sa composition du père de Norma Shearer, brillant avocat dont la carrière est compromise par l'alcool dans A Free Soul de Clarence Brown. Au cours des années 1930, il joue dans divers films d'intérêts inégaux. Il est Raspoutine en 1932 dans Raspoutine and the Empress de Richard Boleslawski, dont il partage l'affiche avec sa sœur Ethel Barrymore et son frère John Barrymore. Son visage d'une grande expressivité, son regard perçant et son excellente diction conviennent parfaitement aux inquiétants personnages qu'il incarne dans les films La Marque du Vampire (1935) et Les Poupées du diable (The Devil-Doll) (1936) de Tod Browning.
À la fin des années 1930 et au début des années 1940, il est le Dr. Gillespie - personnage irascible comme il en a souvent interprété - dans la fameuse série Dr. Kildare, reprise au début des années 1960 à la télévision.
Au cours des années 1940, affaibli par une mauvaise santé qui le contraint à se déplacer en fauteuil roulant, il tourne néanmoins dans Duel au soleil (Duel in the Sun) de King Vidor (1946), La vie est belle de Frank Capra (1946), Key Largo de John Huston (1948) et Les Marins de l'Orgueilleux d'Henry Hathaway (1949). Par la suite, il ne tourne plus qu'un seul film, Main Street to Broadway de Tay Garnett en 1953.
Il a été marié avec l'actrice Doris Rankin entre 1904 et 1922, puis avec l'actrice Irene Fenwick (morte en 1936).
Il meurt le 15 novembre 1954 d'une crise cardiaque à l'âge de 76 ans. Il est inhumé au Calvary Cemetery à Los Angeles.

## Filmographie

### Comme acteur

#### Années 1910
- 1911 : Fighting Blood (en) de D. W. Griffith
- 1911 : The Battle de D. W. Griffith : le conducteur
- 1911 : The Miser's Heart (en) de D. W. Griffith : Jules, le voleur
- 1912 : Home Folks (pt) de D. W. Griffith
- 1912 : Les Amis de D. W. Griffith : Grizzley Fallon
- 1912 : So Near, Yet So Far de D. W. Griffith : au Club
- 1912 : The Chief's Blanket (en) de D. W. Griffith : le jeune homme
- 1912 : The One She Loved (en) de D. W. Griffith : le voisin
- 1912 : The Painted Lady de D. W. Griffith : Au Ice Cream Festival
- 1912 : Cœur d'apache (The Musketeers of Pig Alley) de D. W. Griffith : l'ami du musicien
- 1912 :  Heredity de D. W. Griffith : Woodsman
- 1912 : Gold and Glitter (en) de D. W. Griffith : l'amoureux
- 1912 : My Baby (en) de D. W. Griffith : à table
- 1912 : The Informer de D. W. Griffith : le soldat
- 1912 : Brutality (en) de D. W. Griffith : au mariage
- 1912 : Le Chapeau de New York (The New York Hat) de D. W. Griffith (court-métrage) : Prêcheur Bolton (ministre)
- 1912 : My Hero (en) de D. W. Griffith
- 1912 : The Burglar's dilemma de D. W. Griffith : Le maître de maison
- 1912 : A Cry for Help (en) de D. W. Griffith : Le clochard
- 1912 : The God Within (en) de D. W. Griffith : L'amant de la femme
- 1913 : Three Friends de D. W. Griffith : le 2e ami
- 1913 : La Jeune Téléphoniste et la Femme du monde (The Telephone Girl and the Lady) de D. W. Griffith : le sergent du bureau
- 1913 : An Adventure in the Autumn Woods (en) de D. W. Griffith: le père
- 1913 : The Tender Hearted Boy (en) de D. W. Griffith
- 1913 : Oil and Water (en) de D. W. Griffith : 1re audience / 2e audience / visiteur
- 1913 : A Chance Deception (en) de D. W. Griffith : un policier
- 1913 : The Massacre de D. W. Griffith
- 1913 : Love in an Apartment Hotel (en) de D. W. Griffith : In Hotel Lobby
- 1913 : The Wrong Bottle (en) d'Anthony O'Sullivan (en) : le père
- 1913 : A Girl's Stratagem (en) de D. W. Griffith
- 1913 : The Unwelcome Guest de D. W. Griffith : Aux enchères
- 1913 : Near to Earth (en) de D. W. Griffith : Gato
- 1913 : Fate de D. W. Griffith : Père de famille
- 1913 : The Sheriff's Baby (en) de D. W. Griffith : le 3e bandit
- 1913 : The Perfidy of Mary (en) de D. W. Griffith : le père de Mary
- 1913 : The Little Tease (en) de D. W. Griffith : au bar
- 1913 : A Misunderstood Boy (en) de D. W. Griffith : le père
- 1913 : The Lady and the Mouse (en) de D. W. Griffith : le père de la jeune femme
- 1913 : Le Vagabond (The Wanderer) de D. W. Griffith : L'amoureux
- 1913 : The House of Darkness de D. W. Griffith : le docteur
- 1913 : The Yaqui Cur (it) de D. W. Griffith : The Easterner
- 1913 : Just Gold (en) de D. W. Griffith : le 1er frère
- 1913 : The Ranchero's Revenge (en) de D. W. Griffith : Le ranchero
- 1913 : A Timely Interception (en) de D. W. Griffith : le frère du fermier
- 1913 : Red Hicks Defies the World (en) de Dell Henderson : L'arbitre
- 1913 : The Well (en) d'Anthony O'Sullivan (en) : le fermier
- 1913 : Death's Marathon de D. W. Griffith : Le financier
- 1913 : The Switch Tower (en) d'Anthony O'Sullivan (en) : Premier faux-monnayeur
- 1913 : Almost a Wild Man (it) de Dell Henderson : À l'audience
- 1913 : In Diplomatic Circles (en) d'Anthony O'Sullivan (en) : l'ambassadeur japonais
- 1913 : A Gamble with Death (en) d'Anthony O'Sullivan (en) : Jim Benton, le barman
- 1913 : The Enemy's Baby (en) de D. W. Griffith : Ben Brown
- 1913 : The Mirror (en) d'Anthony O'Sullivan (en) : le père de Daisy
- 1913 : Under the Shadow of the Law (en) d'Anthony O'Sullivan (en) : Charles Darnton
- 1913 : I Was Meant for You (en) d'Anthony O'Sullivan (en) : le père de Lavina
- 1913 : An Indian's Loyalty de Christy Cabanne : l'acquéreur du château
- 1913 : The Work Habit (en) de Anthony O'Sullivan (en) : le père
- 1913 : The Crook and the Girl (en) d'Anthony O'Sullivan (en) : le neveu
- 1913 : The Strong Man's Burden (en) d'Anthony O'Sullivan (en) :'John
- 1913 : The Stolen Treaty (en) d'Anthony O'Sullivan (en) : le diplomate japonais
- 1913 : All for Science (en) d'Anthony O'Sullivan (en) : dans l'agence de détectives
- 1913 : The Battle at Elderbush Gulch de D. W. Griffith
- 1913 : The House of Discord (en) de James Kirkwood, Sr.
- 1914 : Classmates (en) de D. W. Griffith : Dumble
- 1914 : Her Father's Silent Partner (en) de Donald Crisp
- 1914 : Judith of Bethulia de D. W. Griffith : Extra
- 1914 : Strongheart de James Kirkwood, Sr. : Billy Saunders
- 1914 : Brute Force de D. W. Griffith
- 1914 : Woman Against Woman de Paul Powell
- 1914 : Men and Women de James Kirkwood, Sr. : Stephen Rodman alias Robert Stevens
- 1914 : The Power of the Press : Steve Carson
- 1914 : La Dame en Noir (The Woman in Black) de Lawrence Marston : Robert Crane
- 1914 : The Span of Life (it) de Edward MacKay : Richard Blunt
- 1914 : The Seats of the Mighty (en) de T. Hayes Hunter : Monsieur Doltaire
- 1914 : Les Mystères de New York (The Exploits of Elaine) de Louis J. Gasnier et George B. Seitz
- 1914 : Under the Gaslight (en) de Lawrence Marston : William Byke
- 1915 : Wildfire (en) de Edwin Middleton : John Keefe
- 1915 : A Modern Magdalen de Will S. Davis : Lindsay
- 1915 : The Curious Conduct of Judge Legarde de Will S. Davis : le juge Randolph Legarde
- 1915 : The Romance of Elaine de George B. Seitz et Leopold Wharton (en) : Marcus Del Mar / Mr. X
- 1915 : The Flaming Sword de Edwin Middleton : Steve
- 1915 : Dora Thorne de Lawrence Marston : Lord Earle
- 1915 : A Yellow Streak de William Nigh : Barry Dale
- 1916 : Dorian's Divorce d'O. A. C. Lund (en) : Richard Dorian
- 1916 : The Quitter de Charles Horan : Happy Jack Lewis
- 1916 : The Upheaval de Charles Horan : Jim Gordon
- 1916 : The Brand of Cowardice (en) de John W. Noble : Cyril Hamilton
- 1917 : The End of the Tour de George D. Baker : Bron Bennett
- 1917 : His Father's Son de George D. Baker : J. Dabney Barro
- 1917 : The Millionaire's Double (en) de Harry Davenport : Bide Bennington
- 1917 : National Red Cross Pageant de Christy Cabanne

#### Années 1920
- 1920 : The Copperhead de Charles Maigne : Milt Shanks
- 1920 : The Master Mind (en) de Kenneth S. Webb : Henry Allen
- 1920 : The Devil's Garden (en) de Kenneth S. Webb : William Dale
- 1921 : The Great Adventure de Kenneth S. Webb : Priam Farll
- 1921 : Jim the Penman de Kenneth S. Webb : James Ralston
- 1922 : Boomerang Bill (en) de Tom Terriss : Boomerang Bill
- 1922 : Le Visage dans le brouillard (The Face in the Fog) de Alan Crosland : Boston Blackie Dawson
- 1923 : Enemies of Women de Alan Crosland : Prince Lubimoff
- 1923 : Unseeing Eyes de Edward H. Griffith : Conrad Dean
- 1923 : La Ville éternelle (The Eternal City) de George Fitzmaurice : Baron Bonelli
- 1924 : Pour l'indépendance (America) de D. W. Griffith: Capt. Walter Butler
- 1924 : Decameron Nights (en) de Herbert Wilcox: Saladin
- 1924 : Meddling Women (en) de Ivan Abramson : Edwin Ainsworth / John Wells
- 1924 : I Am the Man de Ivan Abramson : James McQuade
- 1924 : Isn't Life Wonderful ? de D. W. Griffith
- 1925 : A Man of Iron (en) de Whitman Bennett : Philip Durban
- 1925 : The Girl Who Wouldn't Work de Marcel De Sano : Gordon Kent
- 1925 : Children of the Whirlwind de Whitman Bennett : Joe Ellison
- 1925 : The Wrongdoers de Hugh Dierker : Daniel Abbott
- 1925 : Fifty-Fifty de Henri Diamant-Berger : Frederick Harmon
- 1925 : The Splendid Road de Frank Lloyd : Dan Clehollis
- 1925 : Die Frau mit dem schlechten Ruf de Benjamin Christensen : Allan Merrick
- 1926 : Brooding Eyes de Edward LeSaint: Slim Jim Carey
- 1926 : The Barrier de George William Hill : Stark Bennett
- 1926 : Wife Tamers de James W. Horne : Mr. Barry
- 1926 : Le Père Goriot (Paris at midnight) de E. Mason Hopper d'après Le Père Goriot d'Honoré de Balzac : le rôle de Vautrin
- 1926 : The Lucky Lady de Raoul Walsh : Comte Ferranzo
- 1926 : The Bells de James Young : Mathias
- 1926 : La Tentatrice (The Temptress) de Fred Niblo : Canterac
- 1927 : La Morsure (The Show) de Tod Browning : le grec
- 1927 : Women Love Diamonds d'Edmund Goulding : Hugo Harlan
- 1927 : Body and Soul de Reginald Barker : Dr. Leyden
- 1927 : The Thirteenth Hour (en) de Chester M. Franklin : Prof. Leroy
- 1928 : Faiblesse humaine (Sadie Thompson) de Raoul Walsh : Alfred Davidson
- 1928 : Jeunesse triomphante (Drums of Love) de D. W. Griffith : le duc Cathos de Alvia
- 1928 : The Lion and the Mouse de Lloyd Bacon : John Ryder
- 1928 : Road House de Richard Rosson : Henry Grayson
- 1928 : Jimmy le mystérieux (Alias Jimmy Valentine) de Jack Conway : Doyle
- 1928 : À l'ouest de Zanzibar (West of Zanzibar) de Tod Browning : Mr. Crane
- 1928 : The River Woman de Joseph Henabery : Bill Lefty
- 1929 : L'Île mystérieuse (The Mysterious Island) de Lucien Hubbard : Comte Andre Dakkar
- 1929 : Hollywood chante et danse (The Hollywood Revue of 1929) de Charles Reisner : Lui-même

#### Années 1930
- 1931 : Âmes libres (A Free Soul) de Clarence Brown : Stephen Ashe, avocat de la défense
- 1931 : Guilty Hands de W. S. Van Dyke : Richard Grant
- 1931 : Le Passeport jaune (The Yellow Ticket) de Raoul Walsh : Baron Igor Andrey
- 1931 : Mata Hari de George Fitzmaurice : Gen. Serge Shubin
- 1932 : L'Homme que j'ai tué (Broken Lullaby) de Ernst Lubitsch : Dr. H. Holderlin
- 1932 : Arsène Lupin de Jack Conway : Det. Guerchard
- 1932 : Grand Hotel d'Edmund Goulding : Otto Kringelein
- 1932 : The Washington Masquerade de Charles Brabin : Jefferson Keane
- 1932 : Raspoutine et l’Impératrice (Rasputin And The Empress) de Richard Boleslawski : Grigori Rasputin
- 1933 : Grand Bazar (Sweepings) de John Cromwell : Daniel Pardway
- 1933 : Looking Forward de Clarence Brown : Tim Benton
- 1933 : The Stranger's Return de King Vidor : Grandpa Storr
- 1933 : Les Invités de huit heures (Dinner at Eight) de George Cukor : Oliver Jordan
- 1933 : One Man's Journey de John S. Robertson : Eli Watt
- 1933 : Vol de nuit (Night Flight) de Clarence Brown : Robineau
- 1933 : Christopher Bean de Sam Wood: Dr. Milton Haggett
- 1933 : Should Ladies Behave de Harry Beaumont : Augustus Merrick
- 1934 : This Side of Heaven de William K. Howard : Martin Turner
- 1934 : Carolina de Henry King : Bob Connelly
- 1934 : La Belle du Missouri (The Girl from Missouri) de Jack Conway : Thomas Randall 'T.R.' Paige
- 1934 : L'Île au trésor (Treasure Island) de Victor Fleming : Capt. Billy « Bill » Bones
- 1935 : David Copperfield (The Personal History, Adventures, Experience, and Observation of David Copperfield, the Younger) de George Cukor : Dan Peggotty
- 1935 : Le Petit Colonel (The Little Colonel) de David Butler : Col. Lloyd
- 1935 : La Marque du vampire (Mark of the Vampire) de Tod Browning : Prof. Zelin
- 1935 : Les Hommes traqués (Public Hero n°1), de J. Walter Ruben : Dr. Josiah Glass
- 1935 : Le Retour de Peter Grimm (The Return of Peter Grimm), de George Nichols Jr. : Peter Grimm
- 1935 : Impétueuse Jeunesse (Ah, Wilderness!) de Clarence Brown : Nat Miller
- 1936 : The Voice of Bugle Ann de Richard Thorpe : Springfield « Spring » Davis
- 1936 : Les Chemins de la gloire (The Road to Glory) de Howard Hawks : Papa La Roche, Pvt. Moran
- 1936 : Les Poupées du diable (The Devil-Doll) de Tod Browning : Paul Lavond
- 1936 : L'Enchanteresse (The Gorgeous Hussy) de Clarence Brown : Andrew Jackson
- 1936 : Le Roman de Marguerite Gautier (Camille) de George Cukor : Monsieur Duval
- 1937 : Secrets de famille (A Family Affair) de George B. Seitz : Juge James K. Hardy
- 1937 : Capitaines courageux (Captains Courageous) de Victor Fleming : Disko
- 1937 : Saratoga de Jack Conway : Grandpa Clayton
- 1937 : Les Cadets de la mer (Navy Gold and Blue) de Sam Wood : Capitaine « Skinny » Dawes
- 1938 : Vive les étudiants (A Yank at Oxford) de Jack Conway : Dan Sheridan
- 1938 :  Pilote d'essai (Test Pilot) de Victor Fleming : Howard B. Drake
- 1938 : Vous ne l'emporterez pas avec vous (You Can't Take It with You) de Frank Capra : Grandpa Martin Vanderhof
- 1938 : Le Jeune docteur Kildare (Young Dr. Kildare) de Harold S. Bucquet : Dr Gillespie
- 1939 : Le Flambeau de la liberté (Let Freedom Ring) de Jack Conway : Thomas Logan
- 1939 : On demande le docteur Kildare (Calling Dr Kildare), de Harold S. Bucquet : Dr Leonard Gillespie
- 1939 : On Borrowed Time de Harold S. Bucquet : Julian Northrup (Gramps)
- 1939 : Le Secret du docteur Kildare (The Secret of Dr. Kildare), de Harold S. Bucquet : Dr Leonard Barry Gillespie

#### Années 1940
- 1940 : Sous le regard des étoiles (The Stars Look Down) de Carol Reed : Narrateur
- 1940 : L'Étrange Cas du docteur Kildare (Dr. Kildare's Strange Case) de Harold S. Bucquet : Dr. Leonard Gillespie
- 1940 : Dr. Kildare Goes Home (en) de Harold S. Bucquet : Dr. Leonard Gillespie
- 1940 : Dr. Kildare's Crisis (en) de Harold S. Bucquet : Dr. Leonard Gillespie
- 1941 : Le Châtiment (The Penalty) de Harold S. Bucquet : 'Grandpop' Logan
- 1941 : The Bad Man de Richard Thorpe : Oncle Henry Jones
- 1941 : The People vs. Dr. Kildare (en) de Harold S. Bucquet : Dr. Leonard Gillespie
- 1941 : Dr. Kildare's Wedding Day (en) de Harold S. Bucquet : Dr. Leonard Gillespie
- 1941 : Lady Be Good de Norman Z. McLeod : le Juge Murdock
- 1942 : Dr. Kildare's Victory (en) de W. S. Van Dyke : Dr. Leonard Gillespie
- 1942 : On demande le docteur Gillespie (Calling Dr. Gillespie) de Harold S. Bucquet : Dr. Leonard Gillespie
- 1942 : Dr. Gillespie's New Assistant de Willis Goldbeck : Dr. Gillespie
- 1942 : Tennessee Johnson de William Dieterle : Thaddeus Stevens
- 1943 : Dr. Gillespie's Criminal Case de Willis Goldbeck : Dr. Leonard Gillespie
- 1943 : The Last Will and Testament of Tom Smith de Harold S. Bucquet : Gramps
- 1943 : Un nommé Joe (A Guy Named Joe) de Victor Fleming : le Général
- 1944 : Trois hommes en blanc (Three Men in White) de Willis Goldbeck : Dr. Leonard Gillespie
- 1944 : Depuis ton départ (Since You Went Away) de John Cromwell : le prêtre
- 1944 : Les Fils du dragon (Dragon Seed) de Harold S. Bucquet : Narrateur
- 1945 : L'Impossible Amour (Between Two Women) de Willis Goldbeck : Dr Leonard Gillespie
- 1945 : La Vallée du jugement (The Valley of Decision) de Tay Garnett : Pat Rafferty
- 1946 : Three Wise Fools de Edward Buzzell : Dr. Richard Gaunght
- 1946 : La vie est belle (It's a Wonderful Life) de Frank Capra : Mr. Potter
- 1946 : Cœur secret (The Secret heart) de Robert Z. Leonard : Dr. Rossiger
- 1946 : Duel au soleil (Duel in the Sun) de King Vidor : le Sénateur Jackson McCanles
- 1947 : Dark Delusion (en) de Willis Goldbeck : Dr. Leonard Gillespie
- 1948 : Key Largo de John Huston : James Temple
- 1949 : Les Marins de l'Orgueilleux (Down to the Sea in Ships) de Henry Hathaway : le Capitaine Bering Joy
- 1949 : Malaya de Richard Thorpe : John Manchester

#### Années 1950
- 1950 : Tourment (Right Cross) de John Sturges : Sean O'Malley
- 1951 : Bannerline (en) de Don Weis : Hugo Trimble
- 1952 : L'Étoile du destin (Lone Star) de Vincent Sherman : Andrew Jackson
- 1953 : Main Street to Broadway de Tay Garnett

### Comme réalisateur
- 1913 : His Secret
- 1913 : Where's the Baby?
- 1913 : No Place for Father
- 1914 : Just Boys
- 1914 : Chocolate Dynamite
- 1917 : Life's Whirlpool
- 1929 : Confession
- 1929 : Madame X
- 1929 : Le Spectre vert (The Unholy Night)
- 1929 : His Glorious Night
- 1930 : Le Chant du bandit (The Rogue Song)
- 1930 : Le Démon de la mer (The Sea Bat)
- 1931 : Ten Cents a Dance
- 1931 : Guilty Hands

### Comme scénariste
- 1912 : The Burglar's dilemma
- 1913 : The Tender Hearted Boy
- 1913 : The Vengeance of Galora

### Comme compositeur
- 1929 : His Glorious Night

## Récompenses et distinctions
- Oscar du meilleur acteur pour Âmes libres (A Free Soul) en 1931.